# گاوبازه (دلفان)
گاوبازه (دلفان)، روستایی از توابع بخش مرکزی شهرستان دلفان در استان لرستان ایران است.دلیل نامگذاری این روستا بدین نام : در زمان بنیاد روستا اجداد اهالی روستا زمین مکان را با یک گاوِ باز خریداری کرده بنابراین این روستا بدین نام نامگذاری شده است. اما واژه (باز) در زبان لکی به معنای سفید و سیاه است که البته سفیدی آن بیشتر از سیاهی  باشد.

## جمعیت
این روستا در دهستان خاوه شمالی قرار دارد و براساس سرشماری مرکز آمار ایران در سال ۱۳۸۵، جمعیت آن ۴۷۵ نفر (۱۱۵خانوار) بوده‌است.